# Franz Anton von Raab

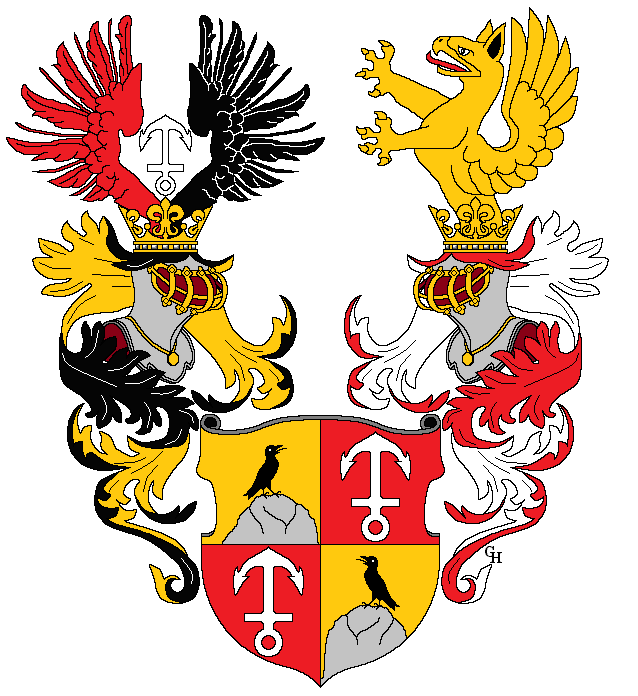
Ritterstandswappen des Franz Anton von Raab, 1755.

Franz Anton Raab, ab 1755 Ritter von Raab zu Ravenheim (* 21. Dezember 1722 in St. Leonhard im Lavanttal, Kärnten; † 20. April 1783 in Wien) war ein österreichischer Hofbeamter.

## Beruflicher Aufstieg
Raab studierte in Graz Rechtswissenschaften und beendete das Studium mit der Promotion zum Dr. jur. Danach war er zunächst als Rechtsanwalt tätig, ehe er 1750 in den Staatsdienst wechselte.
Maria Theresia ernannte Raab zum Intendanzrat von Triest. Seine Aufgabe war die Förderung des Freihafens der Stadt. Aus Dank für die erfolgreiche Erledigung der Aufgabe wurde Raab 1755 in den erblichen österreichischen Ritterstand erhoben.

## Wirtschaftsförderung
Im Jahr 1773 wurde Raab im Range eines Hofrates in die neue Kommerzkommission in Wien berufen. Ziel war es, in dem durch Kriegsfolgen betroffenen Land den Wohlstand zu beleben, die Produktion zu steigern und das Gewerbe zu fördern.
Raab hat dazu verschiedene Konzepte entwickelt. So schlug er vor, die Schafzucht durch Einfuhr spanischer Tiere zu verbessern. Außerdem förderte er die Seidenproduktion sowie den Anbau von farbstoffhaltigen Pflanzen, die Errichtung von Betrieben zur Wollverarbeitung und die Belebung der Bienenzucht. In Meidling bei Wien wurde eine Musterschule für den Seidenbau gegründet. In Theresienstadt wurde eine Wollzeugfabrik eingerichtet.
Darüber hinaus drängte Raab auf eine größere Freizügigkeit für Arbeitssuchende und die Aufhebung des Bienenzehnten.

## Bodenreformen, Raabisation
Später wurde Raab zum geheimen Staatsreferendar und Direktor der kaiserlichen Domänen in Böhmen ernannt. Dort erlangte er Bekanntheit vor allem durch die auf seine Initiative begonnenen Agrarreformen während der Zeit Maria Theresias. Das ab 1774 zuerst auf den Kameralgütern praktizierte „Raabsche System“ oder Raabisation beinhaltete die Aufteilung von Meierhöfen und die emphyteutische Überlassung der Parzellen an Siedler. Diese wurden von Arbeit und Naturalienleistungen befreit und stattdessen zur Zahlung von Geldleistungen an den Grundherrn verpflichtet, die bis zu 30 Prozent des Bruttoertrages betrugen. Im Zuge der Raabisation erfolgte auch eine Neuvermessung der Grundstücke, bei der die Josefinischen Lagebücher entstanden.
Nachdem sich der Erfolg der Maßnahmen in Böhmen erwiesen hatten, wurden sie auch in Niederösterreich (1775) und Mähren (1777) eingeführt. Auch dort behielt Raab die Leitung des Prozesses. Später kamen die Steiermark (1778) und Galizien (1782) hinzu. Im Zuge der Raabisation entstanden allein in Böhmen 128 neue Dörfer und Familiantensiedlungen, in Mähren waren es 117. In beiden Ländern wurden dadurch 11.448 Bauernstellen geschaffen.
Noch in der Phase der Umsetzung starb Raab. Neben einem Gedicht in lateinischer Sprache auf die Kaiserin veröffentlichte er verschiedene Schriften im Zusammenhang mit seiner amtlichen Tätigkeit.
Infolge des Widerstands der Stände und der Kirche wurde 1790 nach dem Tode Josephs II. die Raabisation eingestellt.

## Werke
- Unterricht über die Verwandlung der Kais. Köngl. böhmischen Domainen in Bauerngüter. Wien 1777, urn:nbn:de:bvb:12-bsb10506470-0.